# Antodita

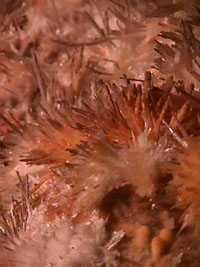
Antoditas destacadas en las comerciales cuevas Skyline en Virginia, Estados Unidos.

Las antoditas (del griego, anthos, ‘flor’, -ode, forma la combinación de adjetivo, -ite sufijo adjetival) son espeleotemas (formaciones de cuevas) compuestos por largos cristales similares a agujas situadas en grupos que irradian hacia fuera desde una base común. Las agujas pueden irradiar en forma de pluma o plumas. La mayoría de las antoditas son de aragonito (una variedad de carbonato de calcio, CaCO3), aunque algunas se componen de yeso (CaSO4·2H2O) o calcita.
El término antodita fue citado por primera vez en la literatura científica en 1965 por el investigador japonés N. Kashima, que la describe como una «estalactita con forma de flor», compuesta de «una alternancia de calcita y aragonito».
En español los términos antodita y helictita se suelen agrupar en el de excéntricas, un término clásico.

## Estructura, composición y aspecto

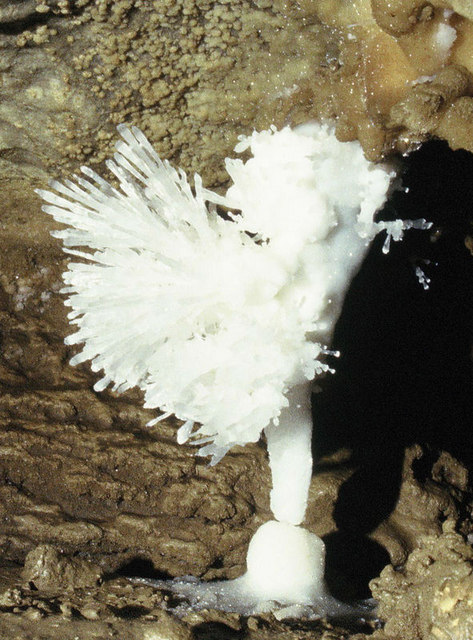
Antodita de calcita en una cueva del Reino Unido.

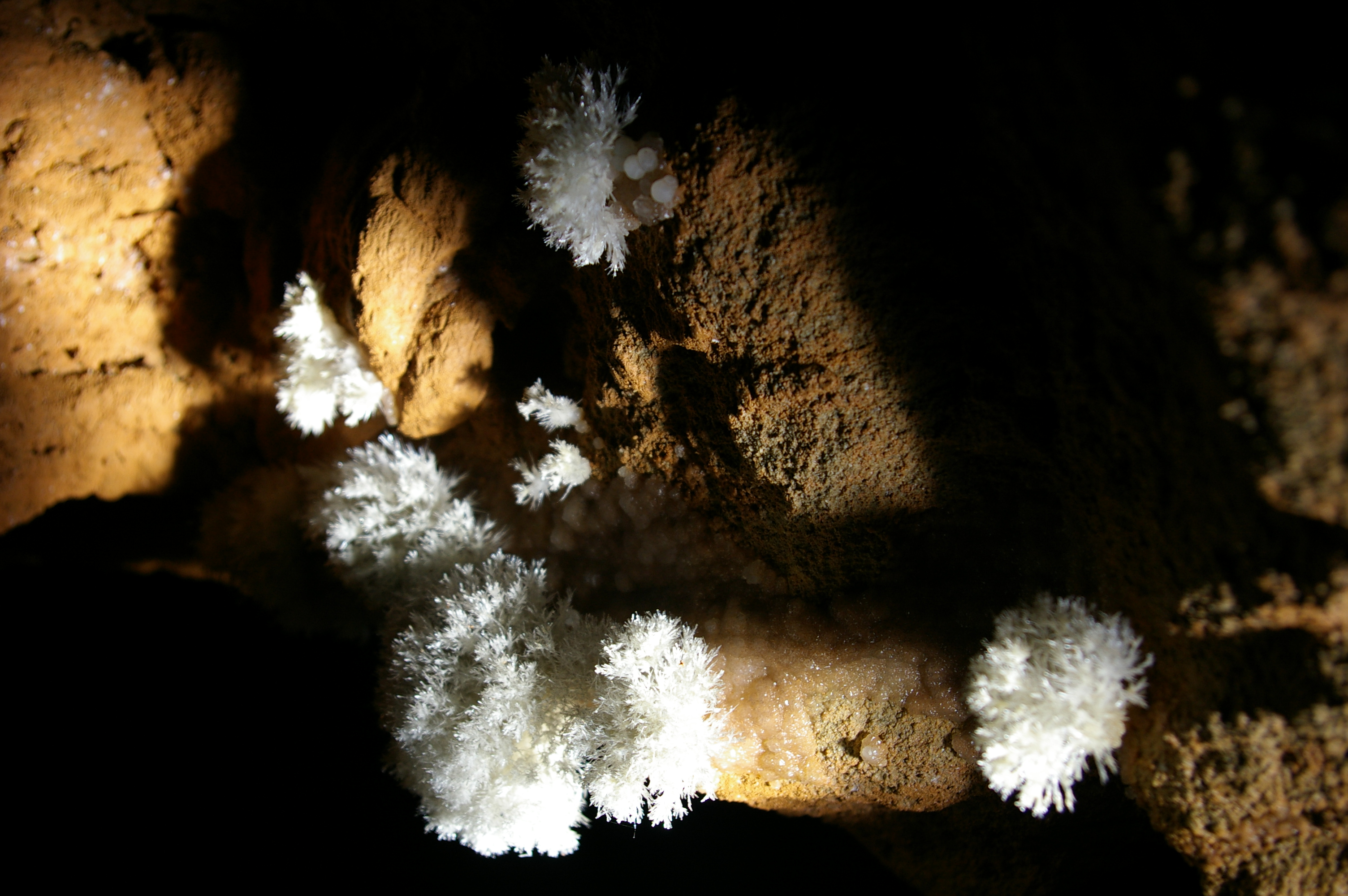
Antodita de aragonito.

Las antoditas se forman por flujo superficial. Cuando son de aragonito nos encontramos con antoditas muy frágiles y racimos muy fibrosos. Cuando son de calcita tienen aspecto de ramas y presentan mayor consistencia.
Los cristales individuales de las antoditas se desarrollan en una forma que se describe como acicular (en forma de aguja) y, a menudo, se ramifican a medida que crecen. Por lo general, crecen hacia abajo desde el techo de una cueva. Los cristales de aragonita contrastan con los de calcita (otra variedad de carbonato de calcio) en que estos últimos tienden a ser rechonchos o en forma de diente de perro (romboédricos, en lugar de aciculares). Las antoditas a menudo tienen un núcleo sólido de aragonito y pueden tener huntita o hidromagnesita depositados cerca de los extremos de las ramas.
Los cristales de antodita varían en tamaño desde menos de un milímetro a aproximadamente un metro, pero, habitualmente, tienen entre 1 y 20 milímetros de longitud.

## Ocurrencia
Las antoditas pueden aparece solo esporádicamente en algunas cuevas de piedra caliza, pero pueden ser espectacularmente abundantes en otras, con cristales blancos limpios que crecen sobre todo en las superficies de roca de calcita o de otro tipo. Ejemplos de cueva con abundantes muestras de antoditas son las Cavernas de Carlsbad, Cavernas Craighead, Cavernas de Skyline, todas ellas en los Estados Unidos y la Grotte de Moulis en Francia.

## Tipos y variedades
Entre las variedades de antodita con forma de púa se incluyen a veces la formación en forma de erizo de mar conocida como flos ferri, aunque otros la han considerado como una variedad fina de helictítas.
Entre las variedades de antodita con forma de pluma se encuentran los frostworks o flores de hielo, un tipo de espeleotemas que consiste en «arbustos» de finos cristales aciculares de aragonito en grupos radiales. Estos son a menudo comparados con un cactus o cardos. En su composición en forma de estalagmita, los frostworks pueden poseer extremidades espinosas como si fuesen un abeto en miniatura. El término fue utilizado por primera vez por los guías de la cueva del viento, Wind cave, en Dakota del Sur (Estados Unidos), durante la década de 1890 para describir los espeleotemas que parecían  «flores de hielo».
Hay autores que difieren de esta clasificación de los frostworks como una variedad y abogan por un tipo independiente de los de las antoditas y las helictitas, separándolo en tres tipos, donde la antodita se encuentra entre ambos.

## Formaciones similares
Existen formaciones de apariencia similar pero que varían en la forma, en el proceso de formación o en la composición.
- Helictitas: son formaciones con aspecto de rama con proyecciones laterales curvas o angulares de carbonato de calcio, que parecen desafiar la gravedad. En lugar de grupos radiales, las helictitas se encuentran, a menudo, en masas enredadas. Las ramas tienen un pequeño canal central, a diferencia de las antoditas.

- Flores de cueva (también conocidas como flores de yeso u "oulopholites"): consisten en yeso o epsomita. En contraste con las antoditas, las agujas o pétalos de las flores de cueva crecen desde el extremo fijo.

- Algodón de cueva (también llamado "algodón yeso"): son filamentos muy delgados y flexibles de yeso o epsomita que se proyectan desde la pared de una cueva.